# Wiesiełowka (obwód rostowski)
Wiesiełowka (ros. Веселовка) – chutor w Rosji, w obwodzie rostowskim, w rejonie morozowskim. W 2010 liczył 375 mieszkańców.